# Znamensk
Znamensk (ryska: Знаменск; svenska: Wehlau tyska: Wehlau; polska: Welawa), fram till 1946 benämnt Wehlau, är en ort i Kaliningrad oblast i Ryssland. Den ligger vid Pregelfloden 50 kilometer öster om Kaliningrad och har cirka 5 000 invånare.

## Historia
Det i Königsberg 17 januari 1656 avslutade fördraget mellan Karl X Gustav av Sverige och kurfursten Fredrik Vilhelm I av Brandenburg uppkallas ibland efter Wehlau, där fördraget undertecknades av Karl Gustav.
19 september 1657 slöts mellan Johan Kasimir av Polen och samme kurfurste av Brandenburg ett freds- och förbundsfördrag i Wehlau, då den förre erkände hertigdömet Preussens oberoende av Polen, mot det att den senare återgav alla av honom gjorda erövringar i Västpreussen och Ermeland.
Vid Tysklands enande 1871 uppgick staden i provinsen Ostpreussen och efter andra världskrigets slut tillföll staden Sovjetunionen som döpte om staden till Znamensk.